# Zaghouan
Zaghouan (in arabo زغوان‎?) è una città della Tunisia settentrionale, capoluogo del governatorato omonimo. Si trova circa 100 km a sud della capitale Tunisi, 50 km nell'entroterra rispetto al Golfo di Hammamet. È nota, fra l'altro, per la produzione di rose, attività introdotta nel XVII secolo dai profughi andalusi (moriscos) provenienti dalla Spagna, e tuttora molto diffusa. Dalla coltivazione si ricavano profumi. 
Nel Manoscritto trovato a Saragozza lo sceriffo di Gomelez racconta di un viaggio fatto insieme a un tunisino verso «Zaghuan, una cittadina famosa per la fabbricazione di quei berretti rossi chiamati fez». Per quanto riguarda l'omonimia tra il fez e la città Fez è stato scritto che era in questa città che veniva fatto il caratteristico copricapo fino al secolo XIX quando Francia e Turchia iniziarono a cooperare nella produzione. In Enciclopedie quali il Dizionario Enciclopedico Moderno, la Treccani, la Curcio o la Zanichelli, alla voce Fez o Fès,  non è rilevato alcun collegamento tra l'oggetto e la città. Quindi rimane il riferimento di Potocki riguardante la produzione di fez a Zaghouan.

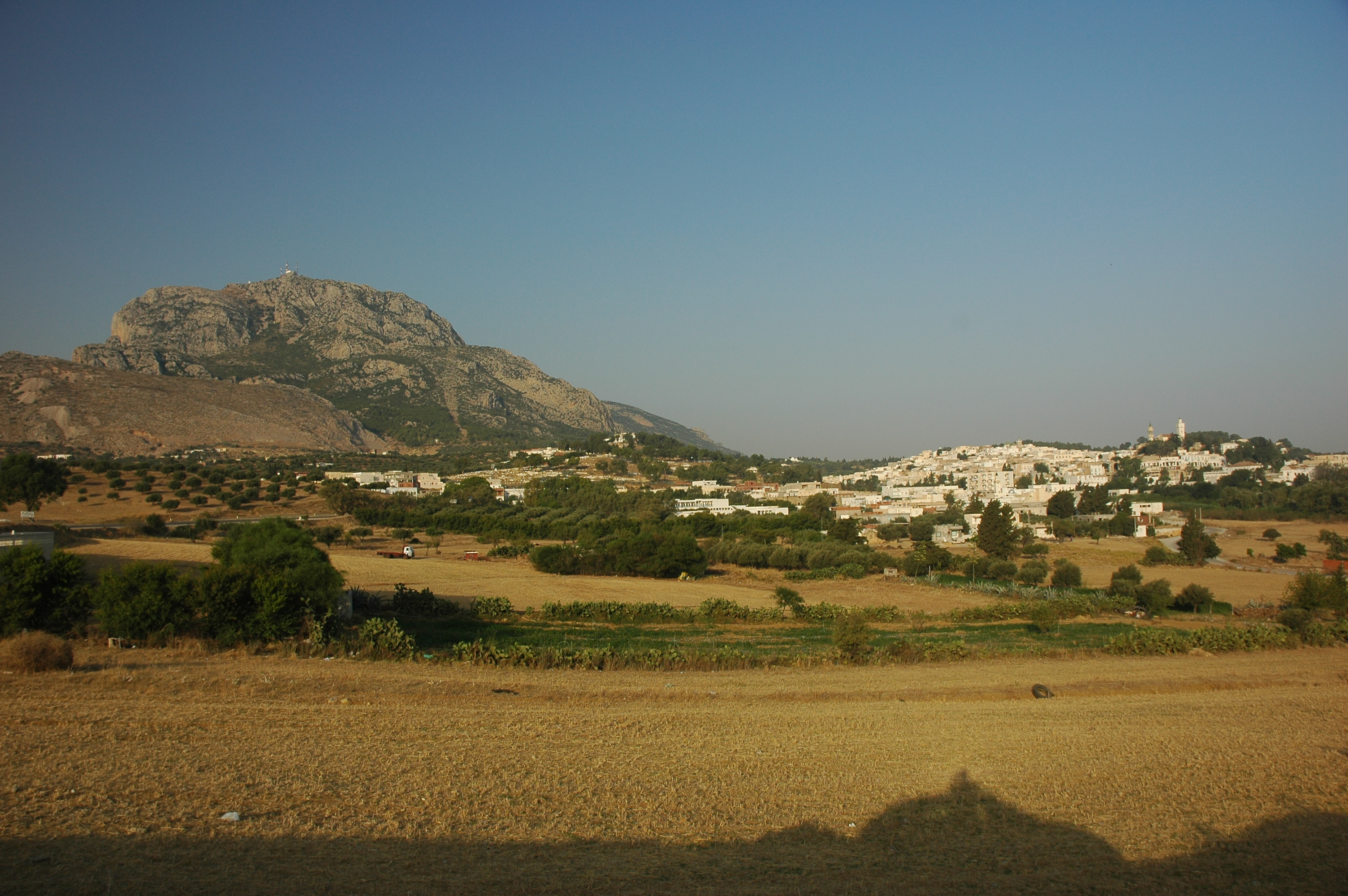
Panorama